# نورمان د. نيويل
نورمان د. نيويل (بالإنجليزية: Norman D. Newell)‏ هو أمين متحف وجيولوجي أمريكي، ولد في 27 يناير 1909 في شيكاغو في الولايات المتحدة، وتوفي في 18 أبريل 2005 في ليونيا في الولايات المتحدة.